# Zdzisław Kozień
Zdzisław Kozień (Cracòvia, 4 de desembre de 1924 - Rzeszów, 25 de març de 1998) va ser un actor de teatre, cinema i televisió polonès.

## Biografia
Va començar a actuar en el cor infantil, i durant l'ocupació de Polònia va treballar com a actor al teatre de l'exèrcit polonès. Del 1948 al 1952 va actuar al Teatre Kolejarza de Cracòvia.
Des de 1953 es va associar al Teatre Wanda Siemaszkowa a Rzeszów, on va debutar en el paper de Zbyszek Dulski a Moralność pani Dulskiej. Durant 19 anys va estar associat a l'escena de Rzeszów. Del 1972 al 1982 va treballar al Teatre Polonès de Wrocław interpretant obres de teatre com Popiół i diament, Anna Livia, Kartoteka, Iwona, księżniczka Burgunda, Ambasador i Matka El públic de Wrocław li va premiar diverses vegades amb el Złotą Iglicą (1977, 1978) i el Srebrną Iglicą (1982). El 1975, pel paper episòdic a Księżniczce Turandot, de Henryk Tomaszewski va rebre el guardó de la Societat d'Entusiastes de Wrocław. El 1983 va tornar a actuar a Rzeszów.
El 1958 va treballar per primer cop al cinema l western Rancho Texas (1958) gravat a les muntanyes Bieszczady, però els directors no el tornaren a cridar durant molts anys. El paper de l'entrenador de boxa malalt terminal a Skazany (1976) d'Andrzej Trzos-Rastawiecki, al costat de Wojciech Pszoniak, va resultar ser un èxit, pel qual va guanyar el Premi Sant Sebastià d'interpretació masculina, derrotant a Gregory Peck. El mateix any va tenir un paper a Człowiek z marmuru d'Andrzej Wajda i a la comèdia Big Bang (1986) d'Andrzej Kondratiuk
També fou popular en la televisió polonesa, on fou recordat per fer de lloctinent Antoni Zubek al popular sèrie policíaca 07 zgłoś się (1978-1981) i pel seu paper de rei Segimon el Vell a la sèrie històrica Królowa Bona (1980) de Janusz Majewski.
Entre altres guardons, va rebre al creu de cavaller de l'Orde Polònia Restituta, la Creu al Mèrit de Plata, la medalla del 40è aniversari de la Polònia Popular, la Medalla per l'Odra, Nis i Bàltic i la Medalla de la Victòria i la Llibertat (1945). El juliol de 1986 fou distingit per una entrada al "Llibre del Mèrit de la província de Rzeszów".
Va estar casat dues vegades. Va morir el 25 de març de 1998 a Rzeszów com a conseqüència d'una complicació neoplàsia. Va ser enterrat al cementiri de Wilkowyja a Rzeszów.

## Filmografia
- 1958: Rancho Texas
- 1973: Droga
- 1976: Skazany – Zygmunt Bielczyk
- 1976-1981: 07 zgłoś się
- 1976: Człowiek z marmuru –
- 1976: Kradzież
- 1976: Romans prowincjonalny
- 1976: Zanim nadejdzie dzień –
- 1976: Znaki szczególne
- 1977: Czysta chirurgia
- 1977: Wesołych świąt
- 1978: Sto koni do stu brzegów
- 1978: Wśród nocnej ciszy
- 1979: Janek
- 1979-1981: Najdłuższa wojna nowoczesnej Europy
- 1979: Niewdzięczność
- 1979: Wściekły
- 1980: Królowa Bona
- 1980: Kto za?
- 1980: Misja
- 1980: Pałac
- 1980: Polonia Restituta
- 1980: Smak wody
- 1981: Karabiny
- 1981: Okolice spokojnego morza
- 1981: Przypadki Piotra S.
- 1981: Wolny strzelec
- 1982: Dom
- 1982: Epitafium dla Barbary Radziwiłłówny
- 1982: Polonia Restituta
- 1982: Popielec
- 1982: Przeklęta ziemia
- 1983: Dzień kolibra
- 1983: Piętno
- 1983: Szaleństwa panny Ewy
- 1984: 1944
- 1984: Alabama
- 1984: Baryton
- 1984: Pan na Żuławach
- 1984: Porcelana w składzie słonia
- 1984: Szaleństwa panny Ewy
- 1984: Trzy młyny
- 1984: Trzy stopy nad ziemią
- 1985: Sezon na bażanty
- 1985: Temida
- 1986: Big Bang
- 1986: Kino objazdowe
- 1986: Republika nadziei
- 1986: W zawieszeniu
- 1986: Złota Mahmudia
- 1987: Dorastanie
- 1987: Sonata marymoncka
- 1987: Zdaniem obrony
- 1988: Akwen Eldorado
- 1988: Gwiazda Piołun